# Marcel Piron
Marcel Alfred Piron (Gent, 30 januari 1912 - Brussel, 27 november 1987) was een Belgisch volksvertegenwoordiger.

## Levensloop
Piron promoveerde tot doctor in de rechten aan de ULB en vestigde zich als advocaat in Brussel.
In 1938 werd hij voor de Liberale Partij verkozen tot gemeenteraadslid van Brussel. Van 1957 tot 1971 en van 1975 tot 1982 was hij er schepen.
Van 1958 tot 1974 zetelde Piron voor het arrondissement Brussel ook in de Kamer van volksvertegenwoordigers. Van 1966 tot 1970 was hij voorzitter van de PVV-PLP-fractie. In juli 1970 nam hij ontslag uit deze functie nadat de Brusselse federatie van de PLP zich autonoom had verklaard ten opzichte van de nationale partijleiding van de liberalen. De reden hiervoor was de goedkeuring van een wetsontwerp waarin de Brusselse agglomeratie grondwettelijk werd beperkt tot 19 gemeenten, waarmee ook de Vlaamse liberalen hadden ingestemd, tot grote onvrede van de Brusselse liberalen. Tweeënhalf jaar later, in januari 1973, was hij een van de grondleggers van de Parti Libéral Démocrate et Pluraliste (PLDP), een partij die de dissidente Brusselse liberalen groepeerde die het oneens waren met het Brusselse beleid van de regering-Leburton, waar de Vlaamse en Waalse liberalen deel van uitmaakten. De drie Kamerleden die behoorden tot de PLDP (naast Piron waren dat Jacques Van Offelen en Roland Gillet) werden uit de liberale parlementsfractie gezet en stichtten vervolgens hun eigen fractie, waarvan Piron de voorzitter was. In 1979 verzoenden de dissidente Brusselse liberalen zich met de Waalse liberalen en werd de PRL gesticht.
Vanuit zijn parlementair mandaat was Piron tevens lid van de Cultuurraad voor de Franse Cultuurgemeenschap.

## Publicaties
- Manuel de l'impôt sur les bénéfices exceptionnels, Brussel, 1941.
- Mathieu Leclercq, membre de la Constituante, ministre, magistrat, Brussel, 1944.
- Les baux commerciaux. Commentaire théorique et pratique de la loi du 30 avril 1951, Brussel, 1951.
- Voies et moyens des libertés, Brussel, 1967.